# Дю Рье, Андре
Андре Дю Рье, сьер де Ла Гард-Малезер (фр. André Du Ryer, sieur de La Garde-Malezair; род. 1580, Марсиньи, Бургундия — ум. 1660 или 1672, Париж) — французский дипломат, востоковед и переводчик.

## Биография
Служил на дипломатических должностях в Константинополе и консулом в Александрии.
После возвращения во Францию в 1630 году являлся переводчиком с восточных языков (арабский, персидский, турецкий) короля Людовика XIII.
Автор перевода Корана, «Грамматики турецкого языка», перевода сборника притч Саади «Гулистан».
С названного французского перевода Корана были выполнены многие более поздние переводы, в том числе русские переводы Петра Постникова и Михаила Верёвкина.

## Труды
- Grammaire turque (1630).
- Gulistan, ou l’empire des roses (1634).
- L’Alcoran de Mahomet (1647).